# Agelena gomerensis
Agelena gomerensis es una especie de araña del género Agelena, familia Agelenidae. Fue descrita científicamente por Wunderlich en 1992.

## Distribución
Esta especie se encuentra en Canarias.